# ام‌الریش، ادلب
ام‌الریش (به عربی: أم الریش) یک روستا در سوریه است که در ناحیه مرکزی جسر الشغور واقع شده‌است. ام‌الریش ۲٬۴۲۵ نفر جمعیت دارد.